# Золоторукий парень
«Золоторукий парень» (кит. 金臂童, англ. The Kid with the Golden Arm) — фильм с боевыми искусствами режиссёра Чжан Чэ, вышедший в 1979 году. Другие названия: «Парень с золотой рукой», «Пять боевых машин Шаолиня» (нем. Die fünf Kampfmaschinen der Shaolin).

## Сюжет
Правительство заключает контракт с эскортом Ху Вэй и его руководителем Ян Хуюнем на перевозку двухсот тысяч таэлей золота для жертв стихийных бедствий. Эскорту помогает мечник Ли Цинмин, его невеста Лэн Фэн и дуэт, известный как Короткий Топор Фан Ши и Длинный Топор Янь Цзю. Проходят слухи, что бандиты из Смертельной долины собираются напасть и ограбить эскорт. Наряду с использованием ловушек и ядов, бандиты привлекают к миссии наиболее опасных бойцов боевого мира, таких как трупа Семи Смертоносных Крюков, Серебряное Копьё, Железная Броня Вэй Линь, Медная Голова, а также их лидер, Золоторукий парень. Несмотря на силу членов эскорта, предательство и боевые навыки бандитов ставят под угрозу выполнение перевозки золота. Тем не менее, им удаётся удержать груз благодаря пьяному герою Хай Тао, шерифу, задачей которого является оказание помощи в перевозке. Потери растут с обеих сторон, и Хай Тао устраивает поединок с Золоторуким Парнем, в то время как тайный злодей по прозвищу Железные Стопы планирует воспользоваться результатом схватки и забрать золото себе.

## В ролях
- Сунь Цзянь[кит.] — Ян Хуюнь
- Ло Ман[кит.] — Золоторукий парень
- Лу Фэн — Серебряное Копьё
- Цзян Шэн[англ.] — Короткий Топор Фан Ши
- Хелен Пхунь[кит.] — Лэн Фэн
- Филип Куок[кит.] — Хай Тао
- Вай Пак[кит.] — мечник Ли Цинмин
- Джонни Ван[англ.] — Железная Броня Вэй Линь
- Ян Сюн — Медная Голова
- Сунь Шупэй — Длинный Топор Янь Цзю
- Юй Тайпин — Ван Шэнтянь
- Сунь Синьсян — Ван Шэнъюй
- Джейми Лук — головорез Смертельной долины
- Нг Хонсан — шпион Смертельной долины

## Съёмочная группа
- Компания: Shaw Brothers
- Продюсер: Шао Жэньмэй[кит.]
- Режиссёр: Чжан Чэ
- Сценарист: Ни Куан[кит.], Чжан Чэ
- Ассистент режиссёра: Цзян Шэн[англ.], Чань Яумань
- Постановка боевых сцен: Роберт Тай, Лу Фэн, Цзян Шэн
- Монтажёр: Лэй Имхой, Цзян Синлун
- Грим: У Сюйцин
- Дизайнер по костюмам: Лю Цзию
- Оператор: Чхоу Вайкхэй
- Композитор: Эдди Ван

## Оценки
Журнал Paste включил «Золоторукого парня» в свой список ста лучших фильмов с боевыми искусствами, присвоив ему двадцатую позицию. В своём отзыве они отметили: 
Честно говоря, Золоторукий парень не особо сложен или оригинален, но это чистое, настоящее развлечение кунг-фу старой школы.
Стэн Холл из газеты The Oregonian назвал фильм «сюрреалистичной картиной остросюжетного периода» с впечатляющими боями, выделяющимися финальным боем Серебряного Копья.